# Rua (livro)
Rua é um livro de contos da autoria de Miguel Torga, publicado pela primeira vez em 1942. "Apresenta uma série de treze contos nos quais o espaço urbano se destaca como cenário de histórias marcadas pela dor, pela frustração e pela morte, sem, contudo, recorrer ao sagrado. Parecem, de fato, narrativas sobre os homens modernos da cidade que, já completamente despidos dos aparatos religiosos, procuram soluções humanas para seus problemas humanos."

## Contos
Não venha mais... - O simples fato de convidar o patrão para padrinho do primeiro filho traz consequências duradouras e adversas para a vida do casal.
A Carta - Um carteiro entrega a uma moça cartas do namorado, até o dia em que estas deixam de chegar. 
O Estrela e a Mulher - A morte simultânea do barbeiro Estrela e sua mulher traz à tona lembranças da presença deles.
Uma Dor - Depois de uma vida de crime nos EUA da Lei Seca e cumprir pena, o Rolim é deportado de volta a Portugal e passa a viver uma vida pacata – mas guarda um segredo que o faz sofrer.
O Teixeirinha - O Teixeirinha, gravemente enfermo, recebe autorização do médico para ir dar uma volta até a sua loja.
Um dia triste - Um dia triste na vida de um médico.
Música - Um organista é convocado para tocar no casamento de uma moça que ele amava, mas a quem nunca se declarou.
A reforma - Quando um policial, apos trinta anos de serviço, é compulsoriamente reformado (aposentado), seu mundo desaba.
A Leonor Viajada - Uma vendedora de frutas, alcunhada de Leonor Viajada, um dia revela sua trágica história: fugiu do marido, foi abandonada pelo amante, caiu na prostituição e foi parar no Brasil.
O senhor Cosme - Um patrão tenta casar seu caixeiro com sua filha rebelde.
Uma luta - Um doente rebela-se contra as prescrições do seu médico.
O charlatão - Um vendedor de panaceias, enquanto apregoa seus produtos na feira, vai contando episódios de sua vida.
Pensão Central - A dona de uma pensão recebe um freguês excêntrico que troca o dia pela noite e, tido como louco, espanta os demais fregueses.